# Nekrolog Juli 2016
Nekrolog
◄◄
| ◄
| 2012
| 2013
| 2014
| 2015
| 2016 | 2017 | 2018 | 2019 | 2020 | ►
Januar |
Februar |
März |
April |
Mai |
Juni |
Juli |
August |
September |
Oktober |
November |
Dezember 2016
Weitere Ereignisse | Allgemeiner Nekrolog 2016
Die Beschreibung der verstorbenen Person sollte so kurz wie möglich gehalten sein und nur deren signifikante Tätigkeit(en) enthalten.
Neue Namen ggf. auch unter dem Geburts- und Sterbedatum, also etwa unter 1. Januar und im Geburts- und Sterbejahr (2024) eintragen (nur bei entsprechender großer Wichtigkeit). Für Beispiele siehe die schon vorhandenen Artikel.
Außerdem über die fünf zuletzt Verstorbenen, zu denen es einen ausreichend guten Artikel für eine Präsentation auf der Hauptseite gibt, nach der todesbedingten Überarbeitung der Artikel ggf. auch unter Wikipedia Diskussion:Hauptseite informieren und sie am besten auch in den anderen Wikipedia-Sprachversionen eintragen. Tipp: Regelmäßig bei news.google.de nach „ist tot“, „gestorben“ oder „verstorben“ suchen.
Wenn eine Person gestorben ist, gibt es viele Seiten zu dieser Person in der Wikipedia, die davon auch betroffen sind und entsprechend aktualisiert werden müssen. Beispiele: Namenübersichtsseite, Geburtsjahr, Geburtsort-Seiten und viele mehr.
Wie finde ich die betroffenen Seiten?
Im Suchfeld auf der linken Seite gibt man den Suchbegriff so ein: „Vorname Nachname“. Dann klickt man auf Volltext und alle Seiten mit entsprechendem Suchtext werden aufgerufen. Hier sieht man dann schnell, wo auch das Todesjahr Sinn macht oder sogar ein Teil des Artikels angepasst werden muss. Auch hilft das „Werkzeug“ auf der linken Seite sehr gut, um solche Seiten aufzufinden: „Links auf diese Seite“. Somit ist die Wikipedia wieder aktuell in allen Bereichen! Hinweis: bei Eintragung der Kategorie „Gestorben JAHR“ wird der Missbrauchsfilter 49 ausgelöst, was jedoch nicht schlimm ist. Siehe: Spezial:Missbrauchsfilter/49
Dies ist eine Liste von im Juli 2016 verstorbenen bekannten Persönlichkeiten. Die Einträge erfolgen innerhalb der einzelnen Daten alphabetisch sortiert. Tiere sind im Nekrolog für Tiere zu finden.

## Juli
| Tag      | Name                                          | Beruf, bekannt als                                                                 | Alter | Beleg |
| -------- | --------------------------------------------- | ---------------------------------------------------------------------------------- | ----- | ----- |
| 31. Juli | Felix Auer                                    | Schweizer Politiker                                                                | 90    |       |
| 31. Juli | Chiyonofuji Mitsugu                           | japanischer Sumōringer                                                             | 61    |       |
| 31. Juli | Bobbie Heine                                  | südafrikanische Tennisspielerin                                                    | 106   |       |
| 31. Juli | Fasil Iskander                                | abchasischer Schriftsteller                                                        | 87    |       |
| 31. Juli | Margarete Jahny                               | deutsche Formgestalterin                                                           | 93    |       |
| 31. Juli | Hans Martin                                   | deutscher Jurist und Politiker                                                     | 85    |       |
| 31. Juli | Albert Oberhofer                              | österreichischer Ingenieur, Betriebswirt und Hochschullehrer                       | 90    |       |
| 31. Juli | Seymour Papert                                | US-amerikanischer Mathematiker und Psychologe                                      | 88    |       |
| 31. Juli | Ehrenfried Schulz                             | deutscher Theologe                                                                 | 76    |       |
| 31. Juli | Kurt-Christian Stier                          | deutscher Konzertmeister                                                           | 80    |       |
| 30. Juli | Gloria DeHaven                                | US-amerikanische Schauspielerin                                                    | 91    |       |
| 30. Juli | András Hajnal                                 | ungarischer Mathematiker                                                           | 85    |       |
| 30. Juli | Hans-Georg Ponesky                            | deutscher Fernsehmoderator                                                         | 83    |       |
| 30. Juli | Igor de Rachewiltz                            | Mongolist und Sinologe                                                             | 87    |       |
| 30. Juli | Angelika Schrobsdorff                         | deutsche Schriftstellerin                                                          | 88    |       |
| 30. Juli | Ignatius Huang Shou-cheng                     | chinesischer Bischof                                                               | 93    |       |
| 29. Juli | Eberhard Finke                                | deutscher Musiker                                                                  | 96    |       |
| 29. Juli | Vivean Gray                                   | britisch-australische Schauspielerin                                               | 92    |       |
| 29. Juli | Franz Jeglitsch                               | österreichischer Werkstoffwissenschafter, Hochschullehrer und Politiker            | 81    |       |
| 29. Juli | Günter von Kannen                             | deutscher Opernsänger                                                              | 76    |       |
| 29. Juli | Georg Kassat                                  | deutscher Sportwissenschaftler                                                     | 82    |       |
| 29. Juli | Patrick Lalor                                 | irischer Politiker                                                                 | 90    |       |
| 29. Juli | José Menese                                   | spanischer Flamenco-Sänger                                                         | 74    |       |
| 29. Juli | Peter Sadlo                                   | deutscher Perkussionist                                                            | 54    |       |
| 29. Juli | Burt L. Talcott                               | US-amerikanischer Politiker                                                        | 96    |       |
| 29. Juli | Traudl Wallbrecher                            | deutsche Gründerin der Katholischen Integrierten Gemeinde                          | 93    |       |
| 29. Juli | Heinz-Dieter Wehner                           | deutscher Rechtsmediziner                                                          | 73    |       |
| 28. Juli | Christian Blodau                              | deutscher Geochemiker und Hydrologe                                                | 45    |       |
| 28. Juli | Fermín Bohórquez                              | spanischer Viehzüchter und Stierkämpfer                                            | 83    |       |
| 28. Juli | Jacqueline Crevoisier                         | Schweizer Hörspielautorin, Lyrikerin, Schriftstellerin und Übersetzerin            | 74    |       |
| 28. Juli | Mahasweta Devi                                | indische Schriftstellerin                                                          | 90    |       |
| 28. Juli | Helmut Fiebach                                | deutscher Fußballspieler                                                           | 82    |       |
| 28. Juli | Matthias Fuchs                                | deutscher Richter                                                                  | 54    |       |
| 28. Juli | Paul Horn                                     | deutscher Kirchenmusiker, Organist, Komponist und Musikwissenschaftler             | 93    |       |
| 28. Juli | Marianne Ihlen                                | Muse des Schriftstellers Axel Jensen und des Sängers Leonard Cohen                 | 81    |       |
| 28. Juli | Lachhu Maharaj                                | indischer Tablaspieler                                                             | 71    |       |
| 28. Juli | Ludwig Prokop                                 | österreichischer Sportler, Sportmediziner und Hochschullehrer                      | 95    |       |
| 28. Juli | Jane Reichhold                                | US-amerikanische Künstlerin und Dichterin                                          | 79    |       |
| 28. Juli | Ebrahim M. Samba                              | gambischer Mediziner                                                               | 83    |       |
| 28. Juli | Renate Schostack                              | deutsche Journalistin und Schriftstellerin                                         | 78    |       |
| 28. Juli | Joseph L. Taylor                              | US-amerikanischer Mathematiker                                                     | 75    |       |
| 28. Juli | Diethelm Würtz                                | deutsch-schweizerischer Physiker                                                   | 63    |       |
| 28. Juli | Émile Derlin Zinsou                           | beninischer Politiker                                                              | 98    |       |
| 27. Juli | Hanns Abele                                   | österreichischer Ökonom                                                            | 74    |       |
| 27. Juli | Jean Briggs                                   | US-amerikanisch-kanadische Anthropologin                                           | 87    |       |
| 27. Juli | Canito                                        | spanischer Fotograf                                                                | 103   |       |
| 27. Juli | Jack Davis                                    | US-amerikanischer Comiczeichner                                                    | 91    |       |
| 27. Juli | Jerry Doyle                                   | US-amerikanischer Schauspieler                                                     | 60    |       |
| 27. Juli | Dominik Hrušovský                             | slowakischer Erzbischof                                                            | 90    |       |
| 27. Juli | Piet de Jong                                  | niederländischer Politiker                                                         | 101   |       |
| 27. Juli | James Alan McPherson                          | US-amerikanischer Schriftsteller                                                   | 72    |       |
| 27. Juli | Máximo Mosquera                               | peruanischer Fußballspieler                                                        | 88    |       |
| 27. Juli | Einojuhani Rautavaara                         | finnischer Komponist                                                               | 87    |       |
| 27. Juli | Richard Thompson                              | US-amerikanischer Comiczeichner                                                    | 58    |       |
| 26. Juli | Roy Adler                                     | US-amerikanischer Mathematiker                                                     | 85    |       |
| 26. Juli | Roye Albrighton                               | britischer Musiker                                                                 | 67    |       |
| 26. Juli | Chuck Berg                                    | US-amerikanischer Filmwissenschaftler, Autor und Jazzmusiker                       | 75    |       |
| 26. Juli | Solomon Feferman                              | US-amerikanischer Mathematiker                                                     | 87    |       |
| 26. Juli | Arundhati Ghose                               | indische Diplomatin                                                                | 76    |       |
| 26. Juli | Jacques Hamel                                 | französischer Priester                                                             | 85    |       |
| 26. Juli | Rudolf Harling                                | deutscher Verwaltungsjurist                                                        | 89    |       |
| 26. Juli | Carl-Henrik Hermansson                        | schwedischer Politiker                                                             | 98    |       |
| 26. Juli | Rainer Jaenicke                               | deutscher Biochemiker                                                              | 85    |       |
| 26. Juli | Mohamed Khan                                  | ägyptischer Filmregisseur                                                          | 73    |       |
| 26. Juli | Heinz Kiehl                                   | deutscher Ringer                                                                   | 73    |       |
| 26. Juli | Hubert Kleemann                               | deutscher Metallgestalter und Email-Künstler                                       | 91    |       |
| 26. Juli | Tibor Kneif                                   | ungarisch-deutscher Musikwissenschaftler und Jurist                                | 83    |       |
| 26. Juli | Forrest Mars, Jr.                             | US-amerikanischer Unternehmer                                                      | 84    |       |
| 26. Juli | Peter Mende                                   | deutscher Diplomat                                                                 | 81    |       |
| 25. Juli | Denis Dubourdieu                              | französischer Önologe                                                              | 67    |       |
| 25. Juli | Jerzy Bahr                                    | polnischer Diplomat                                                                | 72    |       |
| 25. Juli | Allan Barnes                                  | US-amerikanischer R&B- und Jazzmusiker                                             | 66    |       |
| 25. Juli | Bülent Eken                                   | türkischer Fußballspieler und -trainer                                             | 92    |       |
| 25. Juli | Halil İnalcık                                 | türkischer Historiker                                                              | 100   |       |
| 25. Juli | Dwight Jones                                  | US-amerikanischer Basketballspieler                                                | 64    |       |
| 25. Juli | Sinikka Kukkonen                              | finnische Orientierungsläuferin und Ski-Orientierungsläuferin                      | 68    |       |
| 25. Juli | Tim LaHaye                                    | US-amerikanischer Prediger und Autor                                               | 90    |       |
| 25. Juli | Si Lewen                                      | US-amerikanischer Maler                                                            | 97    |       |
| 25. Juli | István Megyesi                                | ungarischer Fußballspieler                                                         | 67    |       |
| 25. Juli | Walter P. Metzger                             | US-amerikanischer Historiker                                                       | 94    |       |
| 25. Juli | James M. Nederlander                          | US-amerikanischer Theaterbesitzer und -produzent                                   | 94    |       |
| 25. Juli | Julio H. G. Olivera                           | argentinischer Wirtschaftswissenschaftler und Hochschulrektor                      | 87    |       |
| 25. Juli | Joachim Schulze                               | deutscher Romanist und Hochschullehrer                                             | 78    |       |
| 25. Juli | Benito Wogatzki                               | deutscher Schriftsteller und Drehbuchautor                                         | 83    |       |
| 24. Juli | Magaji Abdullahi                              | nigerianischer Politiker                                                           | 69    |       |
| 24. Juli | Małgorzata Bartyzel                           | polnische Politikerin                                                              | 60    |       |
| 24. Juli | Eva-Maria Bergmann                            | deutsche Malerin und Grafikerin                                                    | 75    |       |
| 24. Juli | Klaus Bethge                                  | deutscher Physiker                                                                 | 85    |       |
| 24. Juli | John G. Bryden                                | kanadischer Politiker                                                              | 78    |       |
| 24. Juli | Gordon Dixon                                  | kanadischer Biochemiker                                                            | 86    |       |
| 24. Juli | Adam Aleksander Dubec                         | polnischer Bischof                                                                 | 89    |       |
| 24. Juli | Eckart Hildebrandt                            | deutscher Sozialwissenschaftler                                                    | 73    |       |
| 24. Juli | Johannes Korten                               | deutscher Blogger und freier Journalist                                            | 42    |       |
| 24. Juli | Tony Lentino                                  | neuseeländischer Motorsportrennfahrer und -Besitzer                                | 42    |       |
| 24. Juli | Josetxo Moreno                                | spanischer Filmverleiher                                                           | 62    |       |
| 24. Juli | Marni Nixon                                   | US-amerikanische Opernsängerin                                                     | 86    |       |
| 24. Juli | Herbert Rhom                                  | österreichischer Theaterschauspieler                                               | 72    |       |
| 24. Juli | Manfred Thamm                                 | deutscher Jurist                                                                   | 84    |       |
| 23. Juli | Jelle Zeilinga de Boer                        | niederländischer Geologe und Hochschullehrer                                       | ≈82   |       |
| 23. Juli | André Clergeat                                | französischer Journalist und Musikkritiker                                         | 89    |       |
| 23. Juli | Carl Falck                                    | norwegischer Manager                                                               | 109   |       |
| 23. Juli | Thorbjörn Fälldin                             | schwedischer Politiker                                                             | 90    |       |
| 23. Juli | Dieter Feddersen                              | deutscher Jurist                                                                   | 81    |       |
| 23. Juli | Kate Granger                                  | britische Ärztin und Wohltätigkeitsaktivistin                                      | 34    |       |
| 23. Juli | Edeltrud Posiles                              | österreichische Gerechte unter den Völkern                                         | 100   |       |
| 23. Juli | Konrad von Rabenau                            | deutscher Theologe und Buchwissenschaftler                                         | 92    |       |
| 23. Juli | Syed Haider Raza                              | indischer Maler                                                                    | 94    |       |
| 23. Juli | Jean Ricardou                                 | französischer Schriftsteller                                                       | 84    |       |
| 23. Juli | Peter Wenger                                  | Schweizer Fußballspieler                                                           | 72    |       |
| 22. Juli | Bernard Dufour                                | französischer Maler                                                                | 93    |       |
| 22. Juli | Dominic Duval                                 | US-amerikanischer Jazz-Bassist                                                     | 71    |       |
| 22. Juli | Bernhard Engelen                              | deutscher Germanist                                                                | 78    |       |
| 22. Juli | Ursula Franklin                               | deutsch-kanadische Physikerin                                                      | 94    |       |
| 22. Juli | Peter Grau                                    | deutscher Grafiker und Maler                                                       | 87    |       |
| 22. Juli | Dennis Green                                  | US-amerikanischer Canadian-Football-Spieler und American-Football-Trainer          | 67    |       |
| 22. Juli | Christian Kreß                                | deutscher Schauspieler                                                             | 45    |       |
| 22. Juli | Amnon Linn                                    | israelischer Politiker                                                             | 92    |       |
| 22. Juli | Peter von der Lippe                           | deutscher Wirtschaftswissenschaftler und Statistiker                               | 74    |       |
| 22. Juli | Hannes Meinhard                               | deutscher Bildhauer und Zeichner                                                   | 79    |       |
| 22. Juli | Herbert Ottersbach                            | deutscher Beamter                                                                  | 86    |       |
| 22. Juli | David Sonboly                                 | deutsch-iranischer Attentäter                                                      | 18    |       |
| 21. Juli | Wolfgang Backé                                | deutscher Maschinenbauingenieur                                                    | 86    |       |
| 21. Juli | John Garton                                   | britischer Bischof                                                                 | 74    |       |
| 21. Juli | Luc Hoffmann                                  | Schweizer Mäzen und Unternehmer                                                    | 93    |       |
| 21. Juli | Guido Karutz                                  | deutscher Gymnasiallehrer, Germanist und Deutschdidaktiker                         | 79    |       |
| 21. Juli | Lutz Kobes                                    | deutscher Zahnmediziner und Entomologe                                             | 82    |       |
| 21. Juli | Felicitas Mayall                              | deutsche Schriftstellerin                                                          | 68    |       |
| 21. Juli | Jan Peeters                                   | belgischer Fußballfunktionär                                                       | 82    |       |
| 21. Juli | Lewie Steinberg                               | US-amerikanischer Bassist                                                          | 82    |       |
| 21. Juli | Hartmann Wunderer                             | deutscher Geschichtsdidaktiker und Autor                                           | ≈66   |       |
| 20. Juli | Dominique Arnaud                              | französischer Radrennfahrer                                                        | 60    |       |
| 20. Juli | Arno Baruzzi                                  | deutscher Philosoph und Politikwissenschaftler                                     | 81    |       |
| 20. Juli | Radu Beligan                                  | rumänischer Schauspieler, Essayist und Regisseur                                   | 97    |       |
| 20. Juli | André Isoir                                   | französischer Organist                                                             | 81    |       |
| 20. Juli | Włodzimierz Odojewski                         | polnischer Schriftsteller                                                          | 86    |       |
| 20. Juli | Pawel Scheremet                               | belarussischer Journalist                                                          | 44    |       |
| 20. Juli | Mohammed Shahid                               | indischer Hockeyspieler                                                            | 56    |       |
| 20. Juli | Klaus Spürkel                                 | deutscher Schauspieler                                                             | 68    |       |
| 20. Juli | Mark Takai                                    | US-amerikanischer Politiker                                                        | 49    |       |
| 20. Juli | Peter Velhorn                                 | deutscher Fußballspieler und -trainer                                              | 83    |       |
| 20. Juli | Hermann Josef Werhahn                         | deutscher Unternehmer                                                              | 93    |       |
| 19. Juli | Bommi Baumann                                 | deutscher Publizist und Ex-Terrorist                                               | 68    |       |
| 19. Juli | Chief Zee                                     | US-amerikanischer American-Football-Fan                                            | 75    |       |
| 19. Juli | Dimitri                                       | Schweizer Clown                                                                    | 80    |       |
| 19. Juli | Carlos Gorostiza                              | argentinischer Dramatiker                                                          | 96    |       |
| 19. Juli | Jean-Paul Jacobs                              | luxemburgischer Schriftsteller und Lyriker                                         | 75    |       |
| 19. Juli | Bronislovas Jagminas                          | litauischer Politiker und Journalist                                               | 81    |       |
| 19. Juli | Garry Marshall                                | US-amerikanischer Filmregisseur                                                    | 81    |       |
| 19. Juli | Rolf Mertens                                  | deutscher Mediziner                                                                | 68    |       |
| 19. Juli | Anthony D. Smith                              | britischer Soziologe und Politikwissenschaftler                                    | 76    |       |
| 19. Juli | Tamás Somló                                   | ungarischer Musiker und Jurist                                                     | 68    |       |
| 18. Juli | Margaret Cooper                               | britisch-kanadische Offizierin und Rinderzüchterin                                 | 98    |       |
| 18. Juli | Uri Coronel                                   | niederländischer Fußballfunktionär                                                 | 69    |       |
| 18. Juli | DTTX                                          | US-amerikanischer Rapper                                                           | 46    |       |
| 18. Juli | Jürg Frischknecht                             | Schweizer Autor und Journalist                                                     | 69    |       |
| 18. Juli | Agata Karczmarek                              | polnische Kunstturnerin und Leichtathletin                                         | 52    |       |
| 18. Juli | Ossy Kolmann                                  | österreichischer Schauspieler und Kabarettist                                      | 88    |       |
| 18. Juli | Heinz Lucas                                   | deutscher Fußballtrainer                                                           | 95    |       |
| 18. Juli | Hannes Malte Mahler                           | deutscher bildender Künstler                                                       | 48    |       |
| 18. Juli | Hanns Maier                                   | deutscher Bauunternehmer                                                           | 93    |       |
| 18. Juli | Sigi Maron                                    | österreichischer Liedermacher                                                      | 72    |       |
| 18. Juli | Nikolaus Messmer                              | kirgisischer Bischof                                                               | 61    | [ 1 ] |
| 18. Juli | Billy Name                                    | US-amerikanischer Fotograf                                                         | 76    |       |
| 18. Juli | Dolliver Nelson                               | grenadischer Jurist                                                                | 84    |       |
| 18. Juli | Matilda Rapaport                              | schwedische Extremsportlerin                                                       | 30    |       |
| 18. Juli | Hans Stiff                                    | deutscher Journalist und Zeitungsverleger                                          | 88    |       |
| 18. Juli | Ann E. Ward                                   | US-amerikanische Jazzpianistin                                                     | 67    |       |
| 18. Juli | Margareta Wechsler Dinu                       | rumänische Malerin                                                                 | 107   |       |
| 17. Juli | Wendell Anderson                              | US-amerikanischer Politiker                                                        | 83    |       |
| 17. Juli | Karlheinz Bartels                             | deutscher Apotheker und Pharmaziehistoriker                                        | 78    |       |
| 17. Juli | Dieter Biallas                                | deutscher Mathematiker und Politiker                                               | 80    |       |
| 17. Juli | Elsie Bianchi Brunner                         | Schweizer Pianistin und Unternehmerin                                              | 85    |       |
| 17. Juli | Achille Casanova                              | Schweizer Journalist und Beamter                                                   | 74    |       |
| 17. Juli | Aníbal José Chávez Frías                      | venezolanischer Politiker                                                          | 60    |       |
| 17. Juli | Paul Johnson                                  | US-amerikanischer Eishockeyspieler                                                 | 79    |       |
| 17. Juli | Werner Lutz                                   | Schweizer Dichter und Maler                                                        | 85    |       |
| 17. Juli | Roland Albert Müller                          | Schweizer Entomologe                                                               | 80    |       |
| 17. Juli | Charlie Rinn                                  | deutscher Schauspieler                                                             | 79    |       |
| 17. Juli | Raymonde Tillon                               | französische Politikerin                                                           | 100   |       |
| 16. Juli | Sherman Mellinkoff                            | US-amerikanischer Mediziner                                                        | 96    |       |
| 16. Juli | Bonnie Brown                                  | US-amerikanische Musikerin                                                         | 77    |       |
| 16. Juli | Michael Fastabend                             | deutscher Bauingenieur                                                             | 62    |       |
| 16. Juli | Wadim Gippenreiter                            | russischer Natur- und Landschaftsfotograf                                          | 99    |       |
| 16. Juli | Alejandro Giuntini                            | argentinischer Fußballspieler                                                      | 49    |       |
| 16. Juli | Robert Burren Morgan                          | US-amerikanischer Politiker                                                        | 90    |       |
| 16. Juli | Peter Rauchfuß                                | deutscher Handballschiedsrichter und Schiedsrichterwart                            | 71    |       |
| 16. Juli | Hugo Rietveld                                 | niederländischer Kristallograph                                                    | 84    |       |
| 16. Juli | J. Konrad Stettbacher                         | Schweizer Autor                                                                    | 85    |       |
| 16. Juli | Hans-Peter Stopper                            | deutscher Fußballspieler                                                           | 76    |       |
| 16. Juli | Nate Thurmond                                 | US-amerikanischer Basketballspieler                                                | 74    |       |
| 16. Juli | Kazimieras Uoka                               | litauischer Politiker                                                              | 65    |       |
| 16. Juli | Alan Vega                                     | US-amerikanischer Musiker                                                          | 78    |       |
| 15. Juli | Qandeel Baloch                                | pakistanisches Model und Sängerin                                                  | 26    |       |
| 15. Juli | Frank Barnett                                 | US-amerikanischer Politiker                                                        | 82    |       |
| 15. Juli | Janez Bernik                                  | slowenischer Maler und Grafiker                                                    | 82    |       |
| 15. Juli | Peregrine Eliot, 10. Earl of St. Germans      | britischer Adeliger                                                                | 75    |       |
| 15. Juli | Duncan Montgomery Gray                        | US-amerikanischer Bischof                                                          | 89    |       |
| 15. Juli | Jérôme Owono-Mimboe                           | kamerunischer Bischof                                                              | 83    |       |
| 15. Juli | Ingerose Paust                                | deutsche Schriftstellerin                                                          | ≈87   |       |
| 15. Juli | Stanford S. Penner                            | US-amerikanischer Ingenieurwissenschaftler                                         | 95    |       |
| 15. Juli | Jörg Raddatz                                  | deutscher Autor                                                                    | 45    |       |
| 14. Juli | Helena Benitez                                | philippinische Politikerin                                                         | 102   |       |
| 14. Juli | Julian Berg                                   | deutscher Schlagersänger und -komponist                                            | 68    |       |
| 14. Juli | Eric Bergren                                  | US-amerikanischer Drehbuchautor                                                    | 62    |       |
| 14. Juli | Ramsay Cook                                   | kanadischer Historiker                                                             | 83    |       |
| 14. Juli | Péter Esterházy                               | ungarischer Schriftsteller und Essayist                                            | 66    |       |
| 14. Juli | Franz Fuhrmann                                | österreichischer Kunsthistoriker                                                   | 99    |       |
| 14. Juli | Georg Haberhauer                              | österreichischer Chemiker und Hochschullehrer                                      | 46    |       |
| 14. Juli | Anton Koczur                                  | österreichischer Politiker                                                         | 75    |       |
| 14. Juli | Atilio López                                  | paraguayischer Fußballspieler                                                      | 91    |       |
| 14. Juli | Sábato Magaldi                                | brasilianischer Theaterwissenschaftler, Historiker, Journalist und Theaterkritiker | 89    |       |
| 14. Juli | Helga Pfeil-Braun                             | deutsche Buchautorin                                                               | 91    |       |
| 14. Juli | Sharon Runner                                 | US-amerikanische Politikerin                                                       | 62    |       |
| 14. Juli | Franz Werner Schäfer                          | Schweizer Bischof                                                                  | 95    |       |
| 14. Juli | Dirk Schwalm                                  | deutscher Physiker                                                                 | 76    |       |
| 14. Juli | Athanasius Atule Usuh                         | nigerianischer Bischof                                                             | 74    |       |
| 14. Juli | Thomas Wagner                                 | deutscher Unternehmer                                                              | 38    |       |
| 14. Juli | Hallard White                                 | neuseeländischer Rugbyspieler                                                      | 87    |       |
| 14. Juli | Claude Williamson                             | US-amerikanischer Jazzpianist                                                      | 89    |       |
| 13. Juli | Héctor Babenco                                | argentinisch-brasilianischer Filmregisseur                                         | 70    |       |
| 13. Juli | Robert Fano                                   | italienisch-US-amerikanischer Informatiker                                         | 98    |       |
| 13. Juli | Volker Jakobitz                               | deutscher Verbandsfunktionär                                                       | 72    |       |
| 13. Juli | Ruth Kallies                                  | deutsche Schriftstellerin                                                          | 90    |       |
| 13. Juli | El Lebrijano                                  | spanischer Flamenco-Sänger                                                         | 74    |       |
| 13. Juli | Herbert Christian Nagel                       | deutscher Schriftsteller                                                           | 91    |       |
| 13. Juli | Bernardo Provenzano                           | italienischer Mafioso                                                              | 83    |       |
| 12. Juli | Marliese Alfken                               | deutsche Politikerin                                                               | 82    |       |
| 12. Juli | Joseph Antic                                  | indischer Hockeyspieler                                                            | 85    |       |
| 12. Juli | Frederick D’Souza                             | indischer Bischof                                                                  | 81    |       |
| 12. Juli | Wolfgang Göddertz                             | deutscher Metallbildhauer                                                          | 71    |       |
| 12. Juli | Agustín Fernández Paz                         | spanischer Schriftsteller und Pädagoge                                             | 69    |       |
| 12. Juli | Annibale Gammarelli                           | italienischer Schneider                                                            | 84    |       |
| 12. Juli | Goran Hadžić                                  | kroatisch-serbischer Politiker                                                     | 57    |       |
| 12. Juli | Georg Hess                                    | Schweizer Politiker                                                                | 60    |       |
| 12. Juli | Fritz Hoffmann                                | deutscher Schachkomponist                                                          | 83    |       |
| 12. Juli | Hafsa Mossi                                   | burundische Politikerin und Journalistin                                           | 51    |       |
| 12. Juli | Miriam Pielhau                                | deutsche Moderatorin                                                               | 41    |       |
| 12. Juli | Shōji Shibata                                 | japanischer Chemiker                                                               | 100   |       |
| 12. Juli | Gregg Smith                                   | US-amerikanischer Chorleiter und Komponist                                         | 84    |       |
| 12. Juli | Demontez Stitt                                | US-amerikanischer Basketballspieler                                                | 27    |       |
| 12. Juli | Paul Wühr                                     | deutscher Schriftsteller                                                           | 89    |       |
| 12. Juli | Zygmunt Zimowski                              | polnischer Erzbischof                                                              | 67    |       |
| 11. Juli | John Brademas                                 | US-amerikanischer Politiker                                                        | 89    |       |
| 11. Juli | Edmond Lee Browning                           | US-amerikanischer Bischof                                                          | 87    |       |
| 11. Juli | Emma Cohen                                    | spanische Schauspielerin und Schriftstellerin                                      | 69    |       |
| 11. Juli | Klaus Dreher                                  | deutscher Journalist und Publizist                                                 | 87    |       |
| 11. Juli | Elaine Fantham                                | britische Klassische Philologin                                                    | 83    |       |
| 11. Juli | Corrado Farina                                | italienischer Filmregisseur und Autor                                              | 77    |       |
| 11. Juli | Peter Fröhlich                                | österreichischer Schauspieler                                                      | 77    |       |
| 11. Juli | Heidrun Hartmann                              | deutsche Botanikerin                                                               | 73    |       |
| 11. Juli | William Powell                                | US-amerikanischer Schriftsteller                                                   | 66    |       |
| 11. Juli | Lore Rhomberg                                 | österreichische Künstlerin                                                         | 93    |       |
| 11. Juli | Jusztin Nándor Takács                         | ungarischer Bischof                                                                | 89    |       |
| 11. Juli | Jana Thiel                                    | deutsche Fernsehmoderatorin                                                        | 44    |       |
| 11. Juli | Sebastian Whittaker                           | US-amerikanischer Jazz-Schlagzeuger                                                | 49    |       |
| 11. Juli | Hannelore Zeppenfeld                          | deutsche Schauspielerin                                                            | 87    |       |
| 10. Juli | Katharina Focke                               | deutsche Politikerin                                                               | 93    |       |
| 10. Juli | Valentine Friedli                             | Schweizer Politikerin                                                              | 87    |       |
| 10. Juli | Gerd Ilte                                     | deutscher Lehrer und Galerist                                                      | 83    |       |
| 10. Juli | Anatoli Issajew                               | sowjetischer Fußballspieler                                                        | 83    |       |
| 10. Juli | Norbert Joos                                  | Schweizer Bergsteiger                                                              | 55    |       |
| 10. Juli | Günter Kahowez                                | österreichischer Komponist und Hochschullehrer                                     | 75    |       |
| 10. Juli | Alfred G. Knudson                             | US-amerikanischer Genetiker                                                        | 93    |       |
| 10. Juli | Michel Meynaud                                | französischer Komponist                                                            | 66    |       |
| 10. Juli | Kem Ley                                       | kambodschanischer Regimekritiker                                                   | 45    |       |
| 10. Juli | James Pazhayattil                             | indischer Bischof                                                                  | 81    |       |
| 10. Juli | Zsolt Pethő                                   | ungarischer Komponist                                                              | 79    |       |
| 10. Juli | Horst Richter                                 | deutscher Handballspieler                                                          | 86    |       |
| 9. Juli  | Norman Abbott                                 | US-amerikanischer Filmregisseur                                                    | 93    |       |
| 9. Juli  | Erny Brenner                                  | luxemburgischer Fußballspieler                                                     | 84    |       |
| 9. Juli  | Judy Canty                                    | australische Leichtathletin                                                        | 84    |       |
| 9. Juli  | Lothar Dräger                                 | deutscher Comic- und Romanautor                                                    | 89    |       |
| 9. Juli  | Hans-Ernst Folz                               | deutscher Jurist und Hochschullehrer                                               | 83    |       |
| 9. Juli  | Vaughn Harper                                 | US-amerikanischer Rundfunkmoderator                                                | 71    |       |
| 9. Juli  | Víctor Barrio                                 | spanischer Torero                                                                  | 29    |       |
| 9. Juli  | Zygmunt Mogiła-Lisowski                       | polnischer Politiker, Mitglied des Sejm                                            | 87    |       |
| 9. Juli  | Manfred J. M. Neumann                         | deutscher Ökonom                                                                   | 75    |       |
| 9. Juli  | Hugo Niebeling                                | deutscher Regisseur und Filmemacher                                                | 85    |       |
| 9. Juli  | Silvano Piovanelli                            | italienischer Kardinal                                                             | 92    |       |
| 9. Juli  | Sydney Schanberg                              | US-amerikanischer Journalist                                                       | 82    |       |
| 9. Juli  | Fritzi Schwingl                               | österreichische Kanutin                                                            | 94    |       |
| 8. Juli  | Gérard Bourgeois                              | französischer Komponist und Liedtexter                                             | 80    |       |
| 8. Juli  | Robert De Middeleir                           | belgischer Radrennfahrer                                                           | 77    |       |
| 8. Juli  | Abdul Sattar Edhi                             | pakistanischer Philanthrop                                                         | 88    |       |
| 08. Juli | Stefan Hartmann                               | deutscher Historiker und Archivar                                                  | 73    |       |
| 8. Juli  | Savvatij Stefan Kozko                         | ukrainischer Bischof                                                               | 74    |       |
| 8. Juli  | William Hardy McNeill                         | US-amerikanischer Historiker                                                       | 98    |       |
| 8. Juli  | Jeffrey Nape                                  | papua-neuguineischer Politiker                                                     | ≈52   |       |
| 8. Juli  | Georg Nolte                                   | deutscher Politiker                                                                | 73    |       |
| 8. Juli  | Howard Raiffa                                 | US-amerikanischer Mathematischer Statistiker                                       | 92    |       |
| 8. Juli  | Jacques Rouffio                               | französischer Filmregisseur                                                        | 87    |       |
| 8. Juli  | Martina Severin-Kaiser                        | deutsche Theologin                                                                 | 57    |       |
| 8. Juli  | Burhan Wani                                   | indischer Terrorist                                                                | 21    |       |
| 7. Juli  | Larry Fortensky                               | US-amerikanischer Bauarbeiter und Ehemann der Schauspielerin Elizabeth Taylor      | 64    |       |
| 7. Juli  | Vittorio Goretti                              | italienischer Amateurastronom                                                      | 77    |       |
| 7. Juli  | Rudolf Hoffmann                               | deutscher Zoologe                                                                  | 74    |       |
| 7. Juli  | Adam Holý                                     | tschechischer Fotograf                                                             | 42    |       |
| 7. Juli  | Guilherme Karan                               | brasilianischer Schauspieler und Komiker                                           | 58    |       |
| 7. Juli  | Heinz de Lange                                | deutscher Fußballspieler                                                           | 79    |       |
| 7. Juli  | Turgay Şeren                                  | türkischer Fußballspieler und -trainer                                             | 84    |       |
| 7. Juli  | Wolfram Siebeck                               | deutscher Gastronomiekritiker, Journalist und Buchautor                            | 87    |       |
| 6. Juli  | Emmanuel Chidi                                | nigerianischer Flüchtling                                                          | 36    |       |
| 6. Juli  | Michel Louis Coloni                           | französischer Erzbischof                                                           | 88    |       |
| 6. Juli  | Franz Dülk                                    | deutscher Zeitungswissenschaftler und Fernsehproduzent                             | 88    |       |
| 6. Juli  | Matthew Evans, Baron Evans of Temple Guiting  | britischer Verleger und Politiker                                                  | 74    |       |
| 6. Juli  | Artur K. Führer                               | deutscher Künstler und Autor                                                       | 86    |       |
| 6. Juli  | Virgilio Peña                                 | spanischer Résistancekämpfer                                                       | 102   |       |
| 6. Juli  | Egon Rieble                                   | deutscher Schriftsteller                                                           | 91    |       |
| 5. Juli  | Osama Abu Kuwait                              | syrischer Fußballspieler                                                           | ?     |       |
| 5. Juli  | Ahmed Ahawakh                                 | syrischer Fußballspieler                                                           | ?     |       |
| 5. Juli  | Ihasan Al Shukwahih                           | syrischer Fußballspieler                                                           | ?     |       |
| 5. Juli  | Nehad Al Hussein                              | syrischer Fußballspieler                                                           | ?     |       |
| 5. Juli  | William L. Armstrong                          | US-amerikanischer Politiker                                                        | 79    |       |
| 5. Juli  | John Baillie-Hamilton, 13. Earl of Haddington | britischer Politiker                                                               | 74    |       |
| 5. Juli  | Beatrice de Cardi                             | britische Vorderasiatische Archäologin                                             | 102   |       |
| 5. Juli  | Romesh Chandra                                | indischer Politiker                                                                | 97    |       |
| 5. Juli  | Alirio Díaz                                   | venezolanischer Gitarrist                                                          | 92    |       |
| 5. Juli  | Günter Krusche                                | deutscher Theologe                                                                 | 85    |       |
| 5. Juli  | Zdeněk Neubauer                               | tschechischer Philosoph und Biologe                                                | 74    |       |
| 5. Juli  | Gladys Nordenstrom-Krenek                     | US-amerikanische Komponistin                                                       | 92    |       |
| 5. Juli  | Erhard Olbrich                                | deutscher Psychologe                                                               | 75    |       |
| 5. Juli  | Werner Schinko                                | deutscher Grafiker und Illustrator                                                 | 86    |       |
| 5. Juli  | Jean Pierre Vité                              | deutscher Forstwissenschaftler, Zoologe und Entomologe                             | 93    |       |
| 5. Juli  | Lukas R. Vogel                                | Schweizer Maler                                                                    | 56    |       |
| 5. Juli  | Victor P. Whittaker                           | britischer Biochemiker                                                             | 97    |       |
| 4. Juli  | Abbas Kiarostami                              | iranischer Filmregisseur                                                           | 76    |       |
| 4. Juli  | Gero Luckow                                   | deutscher Politiker                                                                | 87    |       |
| 4. Juli  | Abner J. Mikva                                | US-amerikanischer Jurist und Politiker                                             | 90    |       |
| 4. Juli  | Christian Schreiber                           | deutscher Mediziner                                                                | 50    |       |
| 4. Juli  | Martina Servatius                             | deutsche Schauspielerin                                                            | 61    |       |
| 3. Juli  | Rudolf Donath                                 | deutscher Schauspieler                                                             | 83    |       |
| 3. Juli  | Helmut Greve                                  | deutscher Bauunternehmer und Mäzen                                                 | 94    |       |
| 3. Juli  | Jimmy Frizzell                                | schottischer Fußballspieler und -trainer                                           | 79    |       |
| 3. Juli  | Ivald Granato                                 | brasilianischer Maler, Performancekünstler und Bildhauer                           | 66    |       |
| 3. Juli  | Tõnis Käo                                     | estnisch-deutscher Industriedesigner                                               | 76    |       |
| 3. Juli  | Salidat Qajyrbekowa                           | kasachische Politikerin                                                            | 54    |       |
| 3. Juli  | Kyriakos Mamidakis                            | griechischer Unternehmer                                                           | 84    |       |
| 3. Juli  | Noel Neill                                    | US-amerikanische Schauspielerin                                                    | 95    |       |
| 3. Juli  | Anton Stadler                                 | Schweizer Politiker                                                                | 96    |       |
| 3. Juli  | André-Paul Weber                              | französischer Unternehmer und Schriftsteller                                       | 88    |       |
| 3. Juli  | Markus Werner                                 | Schweizer Schriftsteller                                                           | 71    |       |
| 2. Juli  | Caroline Aherne                               | britische Schauspielerin                                                           | 52    |       |
| 2. Juli  | Michael Cimino                                | US-amerikanischer Filmregisseur                                                    | 77    |       |
| 2. Juli  | Christian Dittrich                            | deutscher Kunsthistoriker                                                          | 81    |       |
| 2. Juli  | Roger Dumas                                   | französischer Schauspieler                                                         | 84    |       |
| 2. Juli  | Renée de Haan                                 | niederländische Sängerin                                                           | 61    |       |
| 2. Juli  | Karl Hartmann                                 | deutscher Ökonom, Hochschullehrer an der Parteihochschule Karl Marx                | 87    |       |
| 2. Juli  | Alfred Heinrich                               | österreichischer satirischer Publizist, Kabarettautor, Journalist und Buchautor    | 86    |       |
| 2. Juli  | Carlos Hernández                              | venezolanischer Boxer                                                              | 77    |       |
| 2. Juli  | Rudolf Kálmán                                 | US-amerikanischer Mathematiker                                                     | 86    |       |
| 2. Juli  | Clementia Killewald                           | deutsche Äbtissin                                                                  | 62    |       |
| 2. Juli  | Euan Lloyd                                    | britischer Filmproduzent                                                           | 92    |       |
| 2. Juli  | Patrick Manning                               | trinidadischer Politiker                                                           | 69    |       |
| 2. Juli  | Camilo de Oliveira                            | portugiesischer Schauspieler und Komiker                                           | 91    |       |
| 2. Juli  | Michel Rocard                                 | französischer Politiker                                                            | 85    |       |
| 2. Juli  | Irineu Roque Scherer                          | brasilianischer Bischof                                                            | 65    |       |
| 2. Juli  | Jack C. Taylor                                | US-amerikanischer Unternehmer                                                      | 94    |       |
| 2. Juli  | Elie Wiesel                                   | US-amerikanischer Schriftsteller und Publizist                                     | 87    |       |
| 1. Juli  | Zenonas Petras Adomaitis                      | litauischer Politiker                                                              | 71    |       |
| 1. Juli  | Georg Böhme                                   | deutscher Politiker                                                                | 90    |       |
| 1. Juli  | Yves Bonnefoy                                 | französischer Lyriker, Essayist und Übersetzer                                     | 93    |       |
| 1. Juli  | Ramchandra Chintaman Dhere                    | indischer Schriftsteller                                                           | 85    |       |
| 1. Juli  | Gabriele Goderbauer-Marchner                  | deutsche Politikerin                                                               | 56    |       |
| 1. Juli  | Robin Hardy                                   | britischer Filmregisseur und Autor                                                 | 86    |       |
| 1. Juli  | Ion Ianoși                                    | rumänischer Schriftsteller, Essayist und Philosoph                                 | 88    |       |
| 1. Juli  | Karsten Klingbeil                             | deutscher Bauunternehmer und Künstler                                              | 91    |       |
| 1. Juli  | Hartmut Kreikebaum                            | deutscher Ökonom                                                                   | 82    |       |
| 1. Juli  | Werner Meng                                   | deutscher Rechtswissenschaftler                                                    | 68    |       |
| 1. Juli  | Matthias Müller                               | Schweizer Konzertveranstalter                                                      | 51    |       |
| 1. Juli  | Angelina Pollak-Eltz                          | österreichisch-venezolanische Anthropologin                                        | 84    |       |
| 1. Juli  | Manfred Posch                                 | österreichischer Journalist und Schriftsteller                                     | 73    |       |
| 1. Juli  | Jutta Semler                                  | deutsche Medizinerin                                                               | 74    |       |